# كيانو باكوس
كيانو باكوس (بالإنجليزية: Keanu Baccus) (7 يونيو 1998 بديربان في جنوب أفريقيا - ) هو لاعب كرة قدم أسترالي في مركز الوسط.

## روابط خارجية
- كيانو باكوس على موقع قاعدة بيانات كرة القدم.إي يو (الإنجليزية)
- كيانو باكوس على موقع ليكيب (الفرنسية)
- كيانو باكوس على موقع ناشيونال فوتبول تيمز (الإنجليزية)
- كيانو باكوس على موقع Soccerway.com (الإنجليزية)
- كيانو باكوس على موقع عالم كرة القدم.نت (الإنجليزية)
- كيانو باكوس على موقع أوليمبيديا (الإنجليزية)